# Филипе Кутињо
Филипе Кутињо Кореја (порт. Philippe Coutinho Correia; Рио де Жанеиро, 12. јун 1992) бразилски је фудбалер који тренутно наступа за Васко да Гаму, као и за репрезентацију Бразила на позицији офанзивног везног или крила.

## Каријера

### Почеци
Кутињо је своју фудбалску каријеру започео у Васко да Гами и откупљен је од стране миланског Интера 2008. године, док је он имао 16 година, за 4 милиона евра. Остао је у Васко да Гами све до осамнаестог рођендана. Кутињо је убрзо сазрео као играч под новим тренером, Рафаелом Бенитезом и многи су говорили како је он “будућност Интера”.

### Интер
Дебитовао је 27. августа 2010, а у сезони 2011-2012, након неуспешне борбе за место у тиму, Кутињо је послат на позајмицу у Еспањол.

### Еспањол
Кутињо је дебитовао за Еспањол 4. фебруара 2012. на мечу са Атлетик Билбаом који се завршио резултатом 3-3, своја прва два гола постигао је на утакмици са Рајо Ваљеканом на којој је тријумфовао Еспањол резултатом 5-1.

### Повратак у Интер
У Интер се вратио 18. маја 2012. Ливерпул је платио 8,5 милиона фунти за Кутиња који није могао одмах да наступи због премалог броја интернационалних наступа. Дат му је дрес са бројем 10.

### Ливерпул
Дебитовао је за Ливерпул 11. фебруара 2013. као замена за Стјуарта Даунинга у 78. минуту утакмице на којој је Ливерпул поражен 2-0 од Вест Бромвич Албиона на Енфилду. Свој први гол за Ливерпул постигао је на утакмици против Свонси Ситија, где је био у стартној постави, а Ливерпул тријумфовао са 5-0. Постигао је два гола на утакмици са Виган Атлетиком 2. марта 2013.

### Барселона
Кутињо је 6. јануара 2018. прешао у Барселону за 120 милиона евра. Током медицинског прегледа, установљена је повреда, због које није играо три недеље. Дебитовао је за Барселону 25. јануара 2018. у победи Барселоне над Еспањолом 2-0 у четвртфиналу Купа Шпаније, где је ушао уместо Андреса Инијесте. Свој први гол за Барселону је постигао 8. фебруара 2018. против Валенсије, у полуфиналу Купа Шпаније.

## Интернационална каријера
Кутињо је био кључни играч тима који је освојио Јужноамеричко првенство 2009. за млађе од 17 година, постигавши 3 гола. Његово прво појављивање за сениорску репрезентацију било је 7. октобра 2010. на пријатељској утакмици са Ираном.

## Највећи успеси

### Васко да Гама
- Серија Б (1) : 2009. (промоција у Серију А)

### Интер
- Куп Италије (1) : 2010/11.
- Суперкуп Италије (1) : 2010.
- Светско клупско првенство (1) : 2010.
- Суперкуп Европе : финале 2010.

### Ливерпул
- Лига куп Енглеске : финале 2015/16.
- Лига Европе : финале 2015/16.

### Барселона
- Првенство Шпаније (2) : 2017/18, 2018/19.
- Куп Шпаније (1) : 2017/18. (финале 2018/19).
- Суперкуп Шпаније (1) : 2018.

### Бајерн Минхен
- Првенство Немачке (1) : 2019/20.
- Куп Немачке (1) : 2019/20.
- Лига шампиона (1) : 2019/20.

### Бразил до 17
- Првенство Јужне Америке до 17 (1) : 2009.

### Бразил до 20
- Светско првенство до 20 (1) : 2011.

### Бразил
- Копа Америка (1) : 2019.